# كوري وليامز (منتج أفلام)
كوري وليامز (بالإنجليزية: Corey Williams)‏ هو منتج أفلام أمريكي، ولد في 20 يناير 1978 في بالتيمور في الولايات المتحدة.